# Brigata Risorgimento
La Brigata Risorgimento fu una brigata partigiana che operò tra l'8 settembre e la Liberazione in Umbria, nella zona a sud-ovest del Lago Trasimeno. Risulta inquadrata tra le Brigate Garibaldi.

## Origini
Formalmente la Brigata si costituisce il 4 marzo del 1944 ad opera di Solismo Sacco ("Sole") e Alfio Marchini ("Luca", comandante dei GAP romani, inviato in Umbria dopo l'attentato di Via Rasella), rispettivamente commissario politico e comandante militare della neonata formazione, a seguito del raggruppamento (più formale che di fatto) delle bande operanti autonomamente nella zona.
Nei disegni strategici del comando militare del Comitato di Liberazione Nazionale, la creazione della Brigata rientrava nel disegno strategico di un'unificazione operativa delle formazioni operanti tra il Trasimeno, l'Amiata, la Val d'Orcia, Chiusi e Orvieto per inquadrarle in una Divisione Garibaldi. La mancanza però di forti contatti col territorio e l'opposizione di elementi locali impedirono però tale progetto. In specie, pesarono molto i contrasti con il colonnello del regio esercito Silvio Marenco, postosi a capo delle formazioni del Gruppo SIMAR, operanti nella zona del Monte Cetona e agli ordini dello Stato Maggiore Clandestino di Roma. Esso aveva dato a Marenco, monarchico, il comando operativo di tutte le bande delle province di Siena, Grosseto, Arezzo, Perugia e Terni, rifiutandosi di riconoscere l'autorità del Comitato di Liberazione Nazionale.

## La composizione e l'attività
Le bande componenti la Brigata Risorgimento sono:
- La Banda "Monteleone" (costituita nell'ottobre 1943, è l'unica banda della brigata che è costituita ed agisce nel territorio della provincia di Terni) sotto la guida del ten. Angeli Aldo di Matteo) - Le sue azioni sono concentrate in particolare nella zona di Monteleone d'Orvieto - Fabro
- La Banda "Moiano Monte Pausillo" (costituita nel marzo 1944)
  - inquadrate nel "Gruppo Risorgimento" sotto il comando di Romeo Ceccarini
- La Banda "Paciano" (costituita nel dicembre 1943)
- Banda "Panicale" (costituita nell'ottobre 1943)
- Banda "Sanfatucchio-Macchie" (costituita nell'ottobre 1943)
  - inquadrate nel Gruppo "Battaglione Gesmundo" sotto il comando di Egildo Gatti.

Le bande nascono su iniziativa di vecchi antifascisti locali come Solismo Sacco dopo l'armistizio; l'attività militare rimane sempre però piuttosto limitata, così come gli effettivi della Brigata (215 effettivi, in base ai ruolini delle diverse bande, su un territorio complessivamente molto vasto), causa la conformazione geografica della zona (campagne, colline e piccoli rilievi) e la stessa composizione delle formazioni: molto spesso sono infatti costituite da contadini e artigiani della zona, che in molti casi non si danno neanche alla clandestinità, privilegiando quindi azioni di sabotaggio ai danni dell'occupante e di protezione verso le comunità della zona, ed evitando scontri militari che avrebbero potuto attirare pesanti rappresaglie tedesche.
Solo con l'avanzare del fronte e i ripetuti bandi di arruolamento della RSI cresce di rilievo l'attività militare della Brigata Risorgimento. Col fermarsi delle truppe inglesi sulla linea Piegaro-Tavernelle-Città della Pieve il 15 giugno 1944, la Brigata Risorgimento prenderà parte alla Battaglia del Trasimeno, che si protrarrà fino al 30 giugno prima del definitivo sfondamento delle truppe alleate. Nei primi giorni di combattimento infatti l'azione della Brigata è fondamentale per evitare la controffensiva tedesca, che viene respinta mentre cerca di occupare la posizione strategica del Monte Pausillo, tenuto dai partigiani che ivi hanno il quartier generale.